# Solenopsis monticola
Solenopsis monticola é uma espécie de formiga do gênero Solenopsis, pertencente à subfamília Myrmicinae.